# Монро (округ Адамс, Індіана)
Монро (англ. Monroe) — місто (англ. town) в США, в окрузі Адамс штату Індіана. Населення — 885 осіб (2020).

## Географія
Монро розташоване за координатами 40°44′43″ пн. ш. 84°56′28″ зх. д. / 40.74528° пн. ш. 84.94111° зх. д. (40.745184, -84.941241).  За даними Бюро перепису населення США в 2010 році місто мало площу 1,63 км², уся площа — суходіл.

## Демографія
Згідно з переписом 2010 року, у місті мешкали 842 особи в 310 домогосподарствах у складі 239 родин. Густота населення становила 516 осіб/км².  Було 322 помешкання (197/км²).
Расовий склад населення:
| - 99,0 % — білих - 0,2 % — азіатів |

До двох чи більше рас належало 0,6 %. Частка іспаномовних становила 2,3 % від усіх жителів.
За віковим діапазоном населення розподілялося таким чином: 30,4 % — особи молодші 18 років, 54,8 % — особи у віці 18—64 років, 14,8 % — особи у віці 65 років та старші. Медіана віку мешканця становила 34,7 року. На 100 осіб жіночої статі у місті припадало 89,6 чоловіків;  на 100 жінок у віці від 18 років та старших — 89,6 чоловіків також старших 18 років.
Середній дохід на одне домашнє господарство  становив 54 544 долари США (медіана — 48 750), а середній дохід на одну сім'ю — 62 667 доларів (медіана — 58 125). Медіана доходів становила 50 000 доларів для чоловіків та 33 681 долар для жінок. За межею бідності перебувало 3,3 % осіб, у тому числі 6,2 % дітей у віці до 18 років та 4,3 % осіб у віці 65 років та старших.
Цивільне працевлаштоване населення становило 331 осіб. Основні галузі зайнятості: освіта, охорона здоров'я та соціальна допомога — 24,5 %, виробництво — 23,3 %, роздрібна торгівля — 10,6 %, транспорт — 7,6 %.